# نواف ماشع
نواف ماشع (مواليد 13 أغسطس 1997) هو لاعب كرة قدم سعودي يلعب في نادي النخل.

## مسيرة اللاعب
لعب في نادي أحد ونادي عرعر ونادي الذهب ونادي القيصومة ونادي الأنصار ونادي السد ونادي النخل.

## روابط خارجية
- نواف ماشع على موقع قاعدة بيانات كرة القدم.إي يو (الإنجليزية)
- نواف ماشع على موقع Soccerway.com (الإنجليزية)
- نواف ماشع على موقع كووورة